# 人間大砲

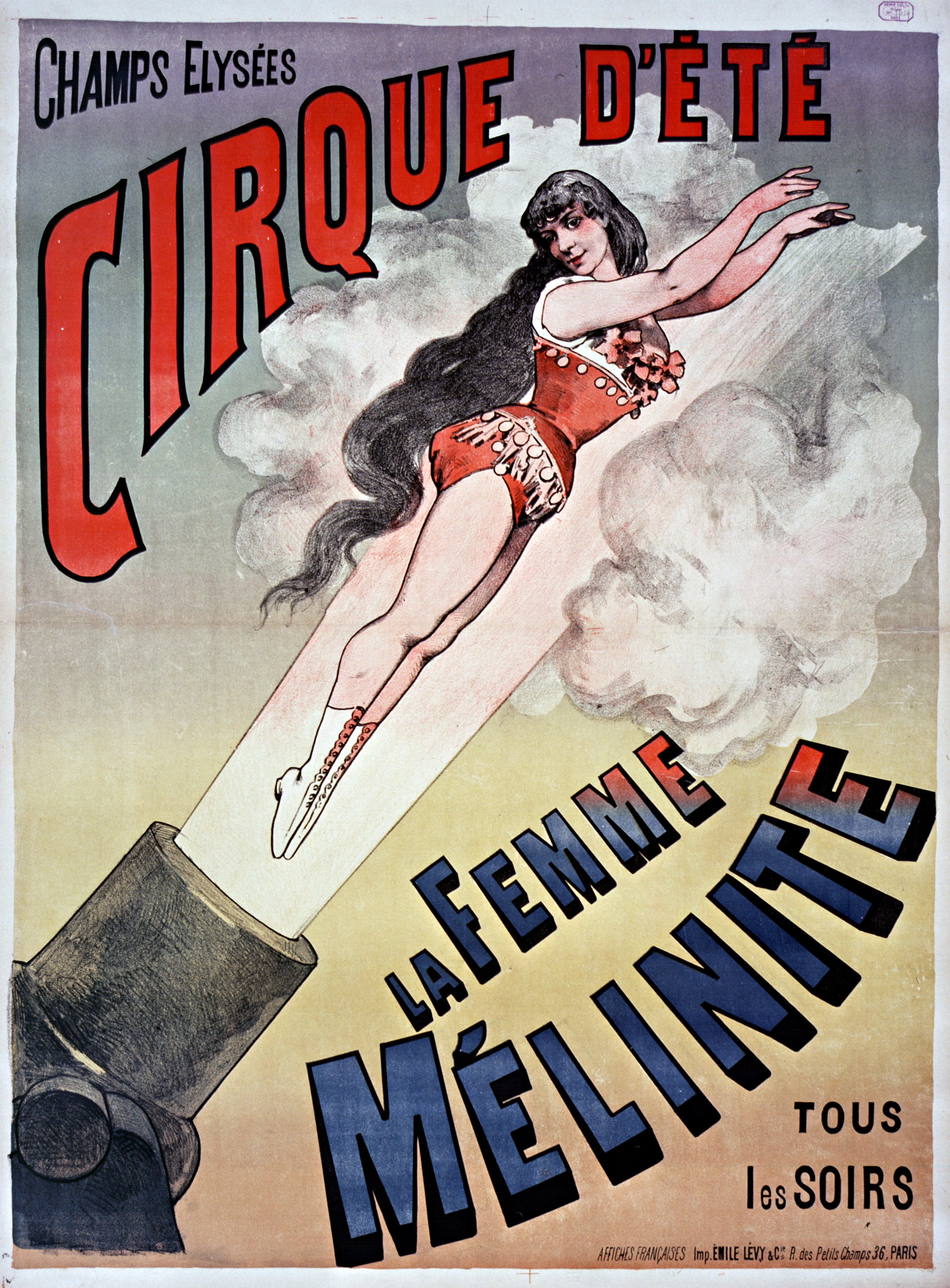
1887年のフランスのポスター

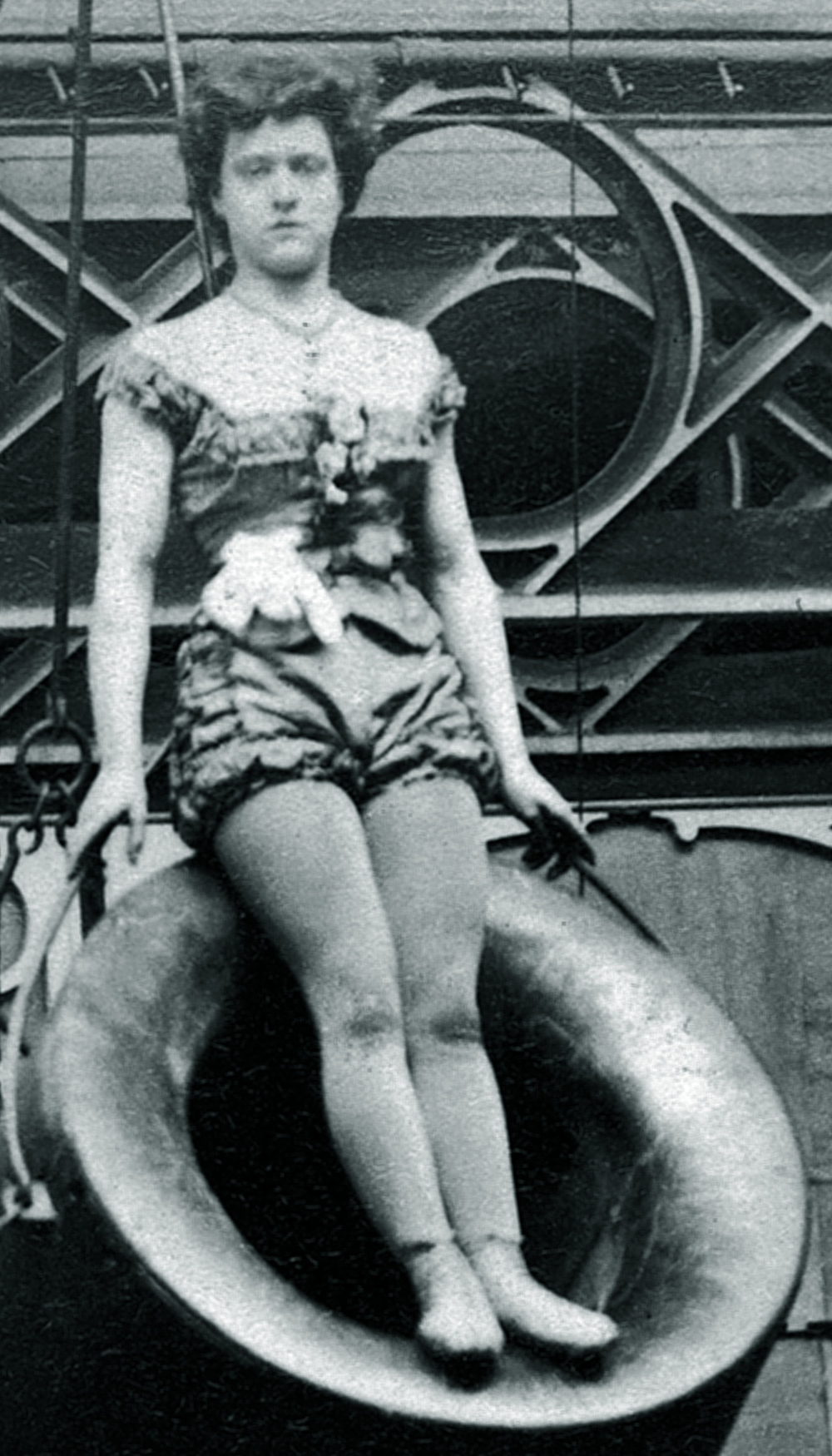
1877年の人間大砲とザゼル

人間大砲（にんげんたいほう、英語: human cannonball act）は、サーカスなどで行われる曲芸の一つで、曲芸用に作られた大砲から、人間を打ち出し、予め想定された落下地点に置かれた水平に張られたネット、もしくは緩衝用のマットになどに着地させるものである。

## 歴史
最初にこの技が演じられたのは1877年で、ロンドンのロイヤル・アクアリウムで14歳の少女、「ザゼル」(本名、Rossa Matilda Richter)によって演じられた。カナダ人の曲芸師で興行者のウィリアム・レーナード・ハント（芸名、グレート・ファリーニ）がバネ式の大砲を発明した。その後もザゼルはサーカス・ツアーで演じたが、発射のためにゴムを用いた大砲は、飛距離が短く、ザゼルが失敗して背中を痛めた後、演じるのをやめた。
1920年代になって、アメリカのサーカス団のオーナーのザッキーニ（Ildebrando Zacchini）が圧縮空気を使う大砲を発明し、息子に人間大砲を演じさせた。ザッキーニ一家は後に、有名なサーカス団、リングリング・ブラザース（Ringling Brothers）のサーカス殿堂（Circus Hall of Fame）に殿堂入りした。
現在までの人間大砲で飛行した距離の記録は2011年のミラノで、スミス（David "The Bullet" Smith Jr.）59.05ｍを飛行したものであるとされ、120 km/hの速さで打ち出されたことになり、最高23ｍの高さに達したと推定される。同名の父親（David "Cannonball" Smith Sr.）は2002年にミネソタで61.06ｍを飛んだと主張している。
サーカスでは視覚の効果を出すために火薬を使って、砲声や白煙を発生させる演出が取られる。危険な曲芸でこれまで30人以上が死亡しており、2011年にもアメリカでネットが壊れて死亡事故が発生した。